# Cultura del vas campaniforme
La cultura del vas campaniforme es caracteritza pel vas campaniforme que li dona nom, una forma que recorda la d'una campana invertida, l'element més característic és la decoració geomètrica incisa. Es pot trobar des de la península Ibèrica fins a l'Europa central, Mallorca, Sardenya i Sicília, i al litoral de l'Àfrica del nord (Marroc, Algèria). Va sorgir a l'oest de la península Ibèrica i a Catalunya, i va durar aproximadament del 2900 aC al 1800 aC.
La seva presència està relacionada amb la difusió de la metal·lúrgia del coure per Europa occidental, fins al punt d'haver esdevingut fòssil guia d'aquesta expansió, i la cultura s'ha associat amb la construcció dels menhirs.

## Base arqueològica

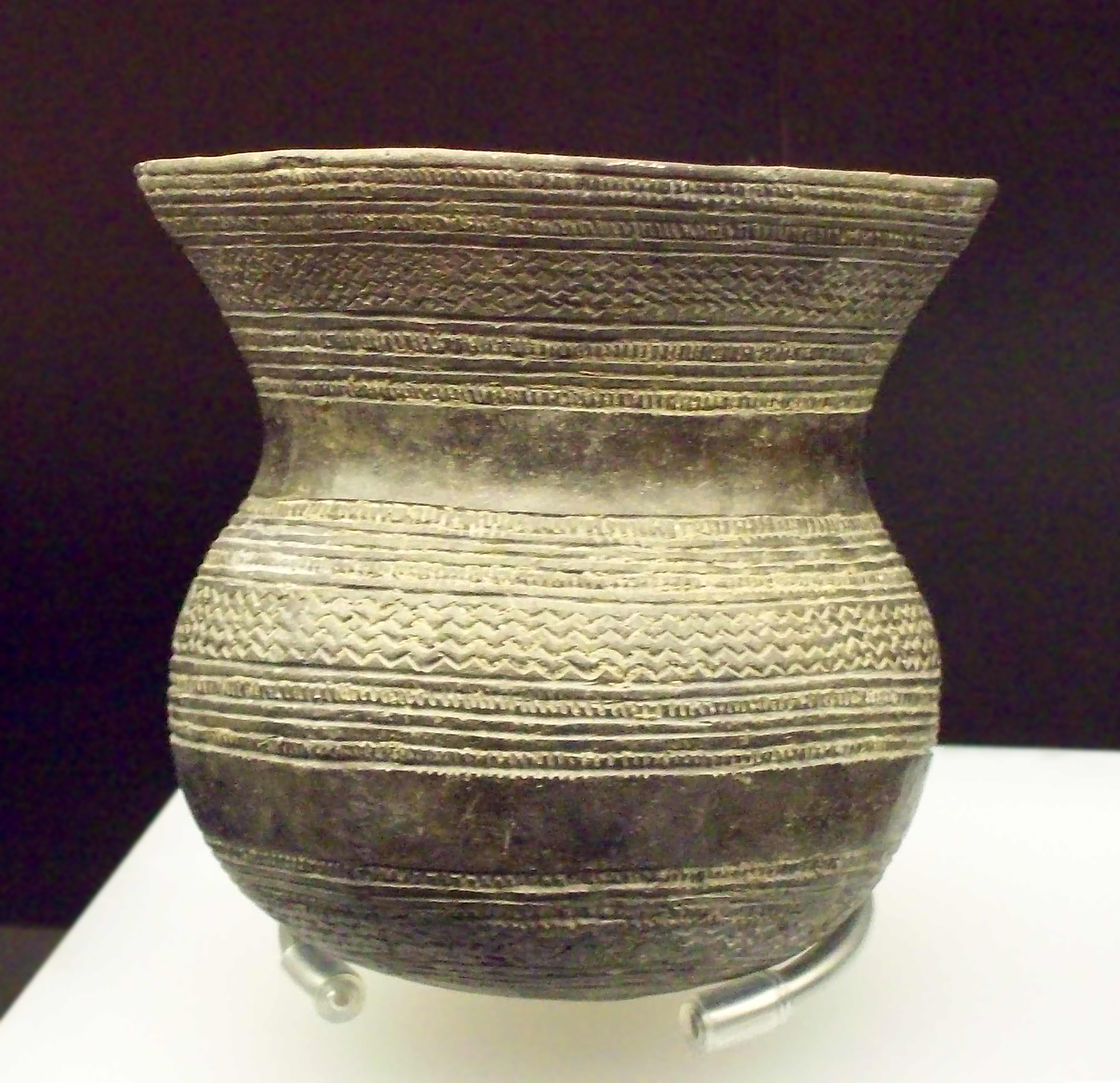
Atuell de Ciempozuelos, Museu Arqueològic Nacional, Madrid, argila negra, polit amb una capa fina de fang, i decorat amb motius geomètrics incisos farcits de pasta blanca.

La base arqueològica de l'horitzó campaniforme queda definida per l'aparició d'aquests vasos ceràmics acampanats, ben manufacturats, de color vermell o marró-vermellós, decorats profusament amb bandes horitzontals incises (gravades) o impreses, amb temes geomètrics, ratllats, escacats, etc. Els vasos més primerencs han estat descrits com d'estil internacional, que inclouria els grups Marítim i AOO (en anglès, all over ornamented: completament ornamentat), anomenat així perquè han estat trobats en totes les regions esmentades més amunt, mentre que els estils posteriors s'emmarquen en diferents desenvolupaments regionals. Encara que apareixen usualment en contextos funeraris, també se'ls troba en àmbits domèstics. Altres peces de ceràmica associades (que formarien part d'autèntics "serveis") es constaten només en determinats grups locals.
S'han associat al vas, generalment, en les tombes altres objectes, de manera tan freqüent que han estat adscrits com a característics del fenomen campaniforme: punyals de llengüeta, puntes de fletxa tipus palmela, joies d'or (diademes), braçalets d'arquer i botons d'os amb perforació en v. Tot això sempre en contextos funeraris masculins.
No solament existien diferències en l'aixovar funerari, sinó també en la col·locació dels cadàvers: mentre que els homes es col·locaven sobre el seu costat esquerre amb el cap orientat cap al nord, les dones jeien sobre el dret amb el cap adreçat al sud. Els tèxtils ricament tenyits diferenciaven l'estatus del mort.

## Cronologia
Gràcies a la revisió sistemàtica de les dades proporcionades pel radiocarboni en vasos campaniformes de tot Europa, s'ha pogut establir que els més antics serien els trobats a l'àrea del Baix Tajo, a Portugal, en jaciments com Zambujal i Vila Nova de São Pedro, amb una cronologia que va del 2900 al 2500 aC, una mica més antiga que els d'Andalusia, que estarien entre el 2500 i el 2200 aC.
Quant al final, convé situar-lo sobre el 1700 aC, ja que hi ha interferències entre campaniformes i grups del bronze antic, com El Argar, bronze manxec, Wessex, etc. No es reconeixen perpetuacions més tardanes, com alguna vegada es va pretendre per al grup de Ciempozuelos.

## Decoració
Pel que fa a la decoració, el complex campaniforme pot classificar-se en diversos estils:
Estils internacionals:
- Campaniforme cordat: la seva decoració s'aconsegueix per aplicació de cordes sobre la ceràmica, que deixen sèries d'empremtes horitzontals en la superfície encara fresca del vas d'argila. El seu origen sembla estar relacionat amb el complex cultural "ceràmica cordada/destral de combat", anomenat així per les ceràmiques decorades amb l'ajuda d'una corda i per les destrals de combat perforades de pedra que es troben juntes en tombes individuals a les planes del nord d'Europa, en un període comprès entre el 2500 i el  1900 o 1800 aC.
- Campaniforme marítim: ofereix decoració puntejada, agrupada en bandes estretes horitzontals que alternen amb d'altres de similar amplada llises, sense decoració. Sovint, presenten un engalba vermell brillant que recorda la ceràmica de l'Almagra, pertanyent al grup del Neolític andalús. La dispersió dels campaniformes marítims és costanera, cosa que en justifica el nom. Té el seu origen a l'estuari del riu Tajo, cap al 2900 aC.
- Campaniforme epimarítim:

Estils regionals:

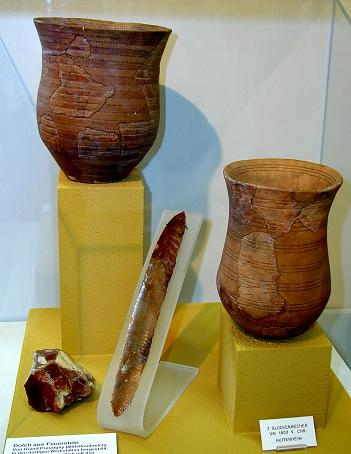
Objectes de la cultura campaniforme.

- Estil bohemi: aquesta varietat de la cultura del vas campaniforme al centre d'Europa presenta decoracions metopades. S'ha buscat el seu antecedent en la cultura de Vucedol, grup neolític tardà, que es trobava als Carpats. En aquesta cultura, la mètopa és un dels motius decoratius més freqüents.
- Campaniforme incís: per regla general, aquesta tècnica decorativa és tardana, però la seva presència no és signe de modernitat. A la península Ibèrica, és posterior a la puntejada i el seu màxim exponent correspon al grup de Ciempozuelos, en el qual els vasos apareixen decorats amb amples bandes horitzontals incises i separades per d'altres sense decoració.

## Marc geogràfic
El marc geogràfic comprèn gairebé mig Europa: des de la península Ibèrica i Irlanda fins al riu Vístula, i des de Dinamarca i el sud d'Escandinàvia fins a Sicília i el nord d'Àfrica, encara que aquests límits sembla que estan sent ampliats últimament.
Fa uns anys, aquesta vasta àrea es va valorar com un horitzó cultural homogeni. Ara es tendeix a accentuar el comportament particular dels diferents grups i els seus desenvolupaments regionals. Les ceràmiques no eren iguals en totes aquestes zones, sinó que, al contrari, van conformar una sèrie d'estils molt diversos amb una característica comuna morfològica. També avui es dubta que les tombes individuals (encara que hi prevalguin) siguin un tret distintiu de l'àrea cultural campaniforme. Caldria distingir, llavors, amb Harrison, tres grans províncies que es comporten amb certa homogeneïtat:
- Meridional: abasta la península Ibèrica, Sicília-Sardenya, el Migdia francès i el nord d'Àfrica, amb peces marítimes i els seus derivats tardans. En aquest àmbit, com a tipologies apareixen a l'interior dels enterraments megalítics col·lectius, sense mostrar major aïllament, amb altres elements de l'aixovar que no caldria considerar, en principi, campaniformes.
- Occidental: presenta vasos AOO, encara que es troben també de marítims i els seus derivats. Comprèn els Països Baixos, França atlàntica i les Illes Britàniques.
- Oriental: que comprèn els cursos alts del Rin, Elba i Oder, més la conca del Danubi, aigües amunt de Budapest. En aquesta zona, apareixen els estils incisos i metopats.

## Península Ibèrica

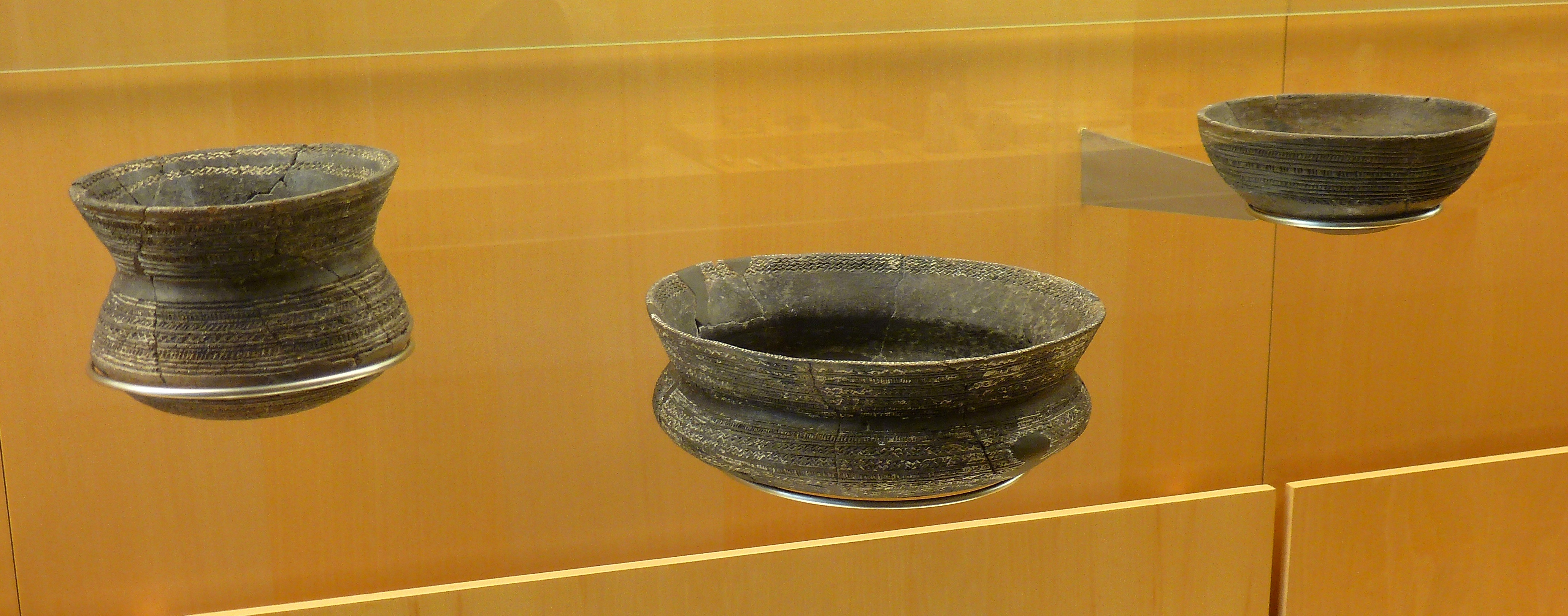
Vas, cassola i bol pertanyents al parament de Villabuena del Pont, Museu de Zamora.

A la península Ibèrica, el fenomen campaniforme defineix la fase final del Calcolític local i els segles inicials de l'edat del bronze. Menys algunes excepcions notables, la major part dels enterraments campaniformes es troben a les regions costaneres o a prop seu. Quant als assentaments i monuments en el context ibèric, aquesta ceràmica es troba generalment en associació amb materials calcolítics locals i apareix moltes vegades de forma "intrusiva"; ja que són del III mil·lenni i solen trobar-se en monuments funeraris, els orígens se'n poden remuntar al IV o V mil·lennis aC. El campaniforme ha estat tan determinant per a establir les cronologies del sud i sud-oest peninsulars que la seva absència o presència és el fonament de la divisió en dues fases de les cultures de los Millares i Vila Nova de São Pedro.
A la península Ibèrica, són més freqüents els campaniformes marítims que els cordats i els mixtos. Aquells han estat considerats "antics" i apareixen a partir del 2900 aC a l'estuari del riu Tajo. Entre els campaniformes posteriors o "avançats", es podrien distingir quatre grups:
- Palmela, a l'estuari del Tajo.
- Ciempozuelos, a les terres interiors.
- Carmona, al Baix Guadalquivir.
- Salomó i Pirinenc, a Catalunya.

Tots aquests van ser ben definits per Alberto del Castillo l'any 1928 i tenen una sèrie de trets comuns:
- Tombes individuals en cista, fossa, cova o intrusió dolmènica.
- Un utillatge comú, molt reiteratiu, amb punyals de llengüeta, puntes palmela,[9] alenes biapuntades de coure, adorns d'or (com diademes de fina xapa, poques vegades decorades), botons d'os amb perforació en v, etc.
- La ceràmica, amb diferents estils, n'és l'element diferenciador principal. Això no obstaculitza vincles entre els grups de Salomó i Ciempozuelos i igualment entre Palmela i Carmona.
- Tenen un desenvolupament cronològic entre el 2500 i el 2100 aproximadament.

### Palmela

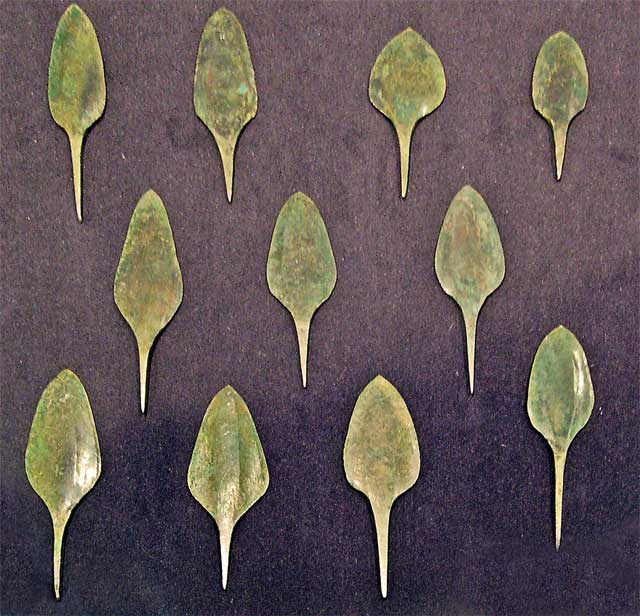
Puntes de tipus palmela, de coure, trobades a la tomba de Gos Alt, a Fuente-Olmedo (Valladolid), Museu de Valladolid.

El grup de palmela s'estén per l'estuari del Tajo i l'Estremadura portuguesa, i correspon a la regionalització dels campaniformes marítims. Els vasos decorats responen a bols hemisfèrics i amples copes, que es documenten a Carmona, a més de vasos, tots decorats amb línies puntejades al principi i incises després, bé siguin horitzontals, verticals o obliqües, obtingudes mitjançant pinta.
Predominen les troballes funeràries (enterraments intrusius en coves artificials, com la de Palmela), però també es documenten en poblats com els de Vila Nova de São Pedro i Zambujal. L'excavació recent d'un hàbitat a Malhadas ha demostrat la importància de la metal·lúrgia del coure en aquesta cultura del començament del II mil·lenni aC

### Ciempozuelos

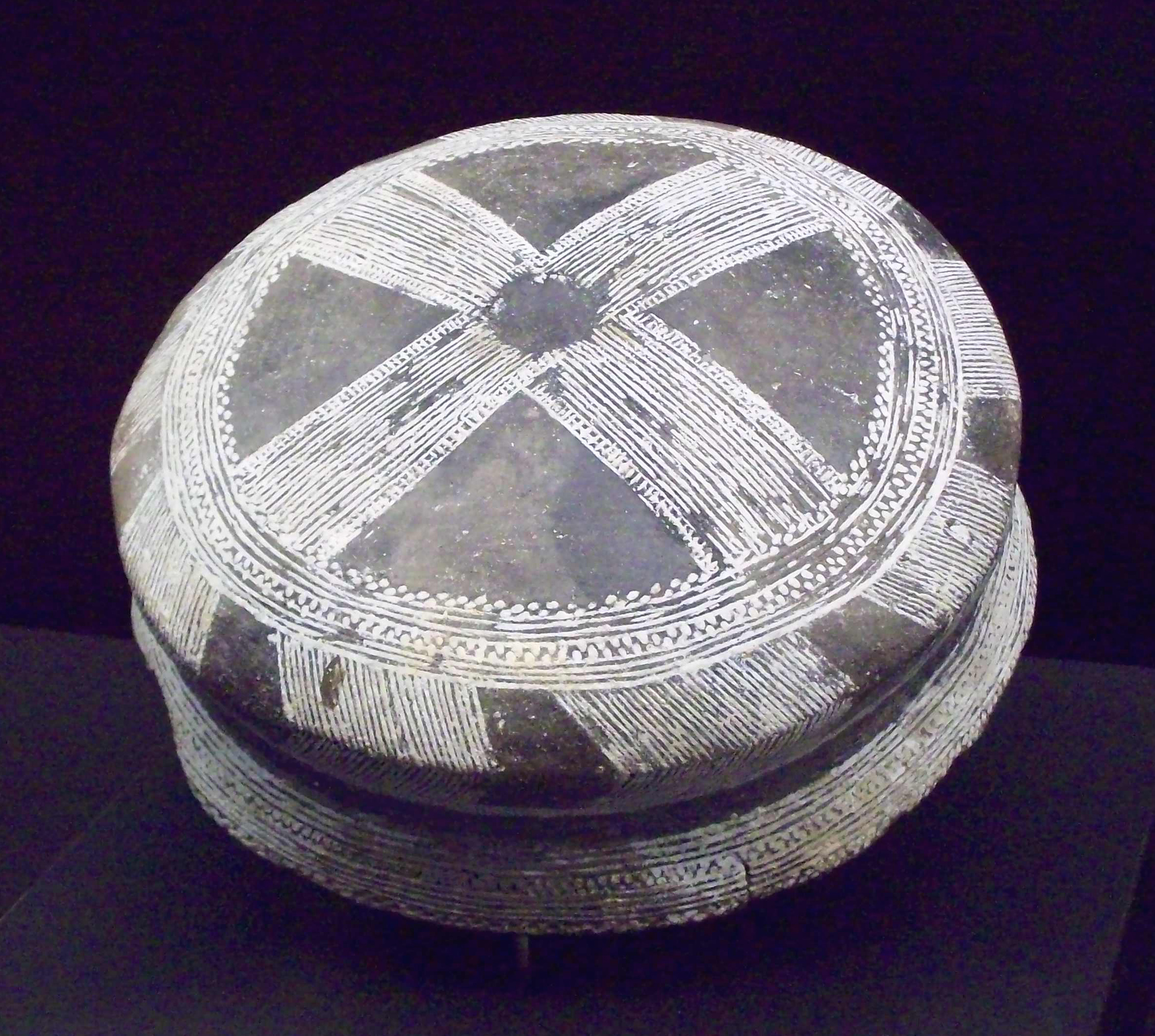
Cassola del conjunt de Ciempozuelos. Realitzada en argila negra, polida amb una capa de fang fi i decorada amb motius geomètrics incisos farcits de pasta blanca.

El grup Ciempozuelos es va estendre per les valls del Duero i del Tajo. La major part de les troballes procedeixen dels enterraments, que eren per inhumació en fosses individuals, de vegades utilitzaven vells dòlmens, com el salmantí d'Aldeavieja de Tormes.
L'aixovar ceràmic està format per un equip estàndard en el qual compareix el vas incís, amb incrustacions de pasta blanca i pseudopintura, juntament amb una cassola i un bol d'iguals característiques. Aquest equip estàndard s'acompanya d'altres elements com són: el punyal de llengüeta, la punta palmela, etc. Com a exemples, hi ha la necròpolis de Ciempozuelos, les tombes de Villabuena del Pont (Zamora) i Fuente-Olmedo (Valladolid). La tomba de Fuente-Olmedo contenia amb un punyal de llengüeta, onze puntes palmela, una diadema d'or, un braçal d'arquer, una punta de sílex i l'equip ceràmic. És un dels enterraments més rics de la cultura del vas campaniforme europea. Sembla que l'aristocràcia renuncia a enterrar-se amb la resta de la població i, com els nobles de l'edat mitjana, feien gala del seu poder amb uns signes tan inequívocs com l'or i les armes. El difunt era un home d'uns 18 anys, que sembla que tenia una autoritat heretada. Per a la tomba de Fuente-Olmedo, es té una data de carboni 14 que es xifra el 1650 aC, que es considera una mica curta considerant l'estat actual de la qüestió. Avui es pensa que el grup de Ciempozuelos es va desenvolupar entre el 2150 i el 1650, és a dir, al llarg de cinc segles.

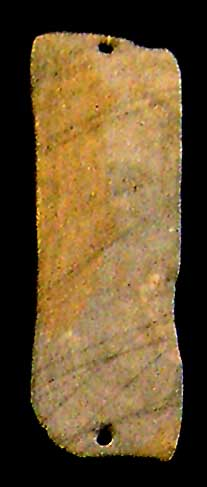
Braçal d'arquer de pedra, trobat a la tomba de Gos Alt, a Fuente-Olmedo (Valladolid), Museu de Valladolid.

### Carmona
El grup de Carmona presenta decoracions semblants a les de Palmela. S'estén pel Baix Guadalquivir i gairebé totes les troballes corresponen a confusos enterraments en fossa o cova. A l'Andalusia oriental i especialment al turó de la Verge d'Orce (Granada), es documenten cabanes circulars de tova vinculades a la cultura del vas campaniforme. S'hi han trobat vasos incisos i decorats amb pinta, emparentats amb el grup Ciempozuelos. També hi ha copes amples.
A La Algaba (Sevilla), que mostra un ambient cultural essencialment campaniforme, el tipus de plat de vora ametllat i de pestanya vertical, apareix al costat de ceràmiques decorades segons tècnica i estil campaniforme. Les ceràmiques d'aquest jaciment han aparegut ocasionalment, amb motiu de la remoció de terres per a l'obtenció de graves sota el jaciment.

### Salomó
El grup de Salomó es caracteritza per ceràmiques, sovint de grans dimensions, decorades bigarradament amb incisions, pseudoescisions o clots impresos. Els jaciments-tipus més freqüents són els hàbitats en cova, encara que es coneguin igualment determinats enterraments a l'interior de cavitats.
Pirinenc
L'estil Pirinenc es troba a banda i banda dels Pirineus arribant a Catalunya fins al Llobregat, Cardener i mig Segre. Generalment, els recipients són petits i amb una decoració en franges incisa molt curosa.

## Europa central
En el seu estudi a gran escala sobre les datacions radiocarbòniques campaniformes, J. Müller i S. Willingen establiren que a Europa central aquests vasos van aparèixer a partir del 2500 aC.
Els jaciments campaniformes són poc coneguts encara i són difícilment identificables per als arqueòlegs. La terrisseria domèstica campaniforme no té precedents a Bohèmia i al sud d'Alemanya, i mostra que no hi ha relació amb la ceràmica cordada local de l'edat del coure final, ni tampoc amb altres complexos de l'àrea, i és considerada com una cosa completament nova. Alguns assentaments enllaçaven el sud germànic amb el grup campaniforme de l'est europeu, on hi ha molts vestigis d'assentaments, especialment a Moràvia i Hongria. Les relacions amb els grups campaniformes occidentals i amb les cultures contemporànies dels Carpats va ser molt menor.
Recentment, materials relacionats amb el fenomen campaniforme han estat descoberts en una àrea geogràfica de la qual, fins ara, estaven absents, àrea que aniria des del mar Bàltic fins a l'Adriàtic i el Jònic, incloent-hi estats com Belarús, Polònia, Romania, Sèrbia, Montenegro, Croàcia, Albània i, fins i tot, Grècia.
Els jaciments del sud d'Alemanya i est d'Europa mostren evidències d'una economia mixta agrícola i ramadera. Indicadors com ara pedres de molí i fusos de teler trobats allà proven el caràcter sedentari d'aquests pobles, així com la durabilitat dels seus poblats. Més quan alguns enterraments infantils molt ben dotats semblen indicar que existien posicions socials heretades, mostrant-nos una societat complexa. Encara que l'anàlisi dels aixovars funeraris, de la mida i la profunditat de les fosses d'enterrament, o de la seva posició dins del cementiri, no ha conduït a cap conclusió clara sobre les divisions socials.

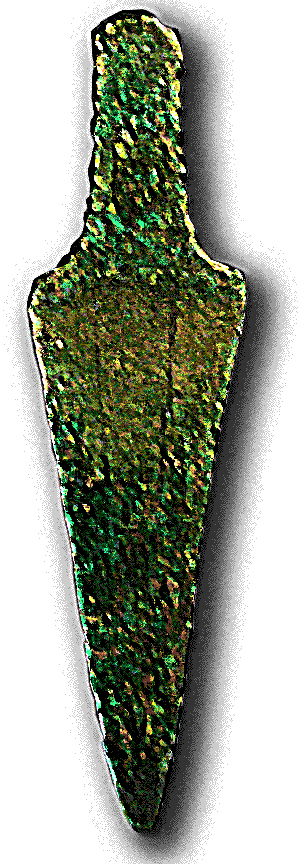
Punyal de llengüeta de coure trobat a la tomba de Gos Alt, a Fuente-Olmedo (Valladolid) (província de Valladolid), es conserva al Museu de Valladolid (Espanya).

Durant aquest període, la part nord de l'Alemanya meridional estava focalitzada cap a la regió del Rin, que va pertànyer al grup campaniforme occidental, mentre que la part sud va ocupar el sistema fluvial del Danubi, que va pertànyer a l'homogeni grup oriental que s'encavalcava amb el de la ceràmica cordada i altres grups del Neolític final i la primerenca edat del bronze. Tanmateix, l'Alemanya meridional mostra per si mateixa alguns desenvolupaments independents. Encara que hi ha una evolució paral·lela amb la resta del campaniforme, al sud alemany es van desenvolupar decoracions de mètopa, de segells i tècniques de gravació de solcs que no apareixen a Àustria ni a Hongria; tampoc hi ha vasos amb nanses.
Tal com ho confirmen les sèries antropològiques campaniformes de Moràvia i Alemanya, aquests grups van influir en la formació de la cultura de Gata-Wieselburg, a la franja oest de la conca carpàtica. D'altra banda, i d'acord amb l'evidència antropològica, la conclusió resultant és que els vasos campaniformes es van imposar a la part sud d'Alemanya amb unes tipologies més establertes que a la zona est d'Europa.

## Gran Bretanya
El complex campaniforme va arribar a la Gran Bretanya al voltant del 2500 aC, i en declinà l'ús a partir del 2200-2100 aC. amb l'emergència dels anomenats food vessels (atuells per a menjar) i les urnes cineràries, desapareixent cap al 1700 aC. El campaniforme britànic inicial era similar al del Rin, però els estils finals eren més semblants als d'Irlanda. A causa del fet que la majoria de les troballes d'aquest període corresponen a contextos funeraris, i en són molt rars els entorns domèstics, resulta molt difícil extreure conclusions sobre la majoria dels aspectes socials.
Se suposa que l'únic element d'exportació d'aquest moment va ser l'estany, que, probablement, s'extreia dels rierols de Cornualla i Devon, en forma de còdols de cassiterita, i comerciat en brut, sense refinar. Es va usar per a convertir el coure en bronze des del 2200 aC.
El jaciment més conegut d'aquesta època és Stonehenge, on l'arquitectura neolítica va ser portada al clímax. En aquest moment, multitud de túmuls l'envoltaven i un nombre inusual de "rics" enterraments poden ser trobats a la rodalia, com el de l'arquer d'Amesbury. Un altre jaciment d'especial interès és Ferriby, a l'estuari del Humber, on han estat recuperats els pots de fusta més antics d'Europa occidental. Es creu que els constructors d'aquests jaciments retien culte al sol.

## Interpretació
La interpretació de la cultura arqueològica campaniforme ha variat sensiblement al llarg del segle xx. Moltes de les teories formulades sobre els seus orígens i la seva difusió han estat discutides posteriorment. La cultura del vas campaniforme ha estat suggerida com a candidata per a una primerenca cultura indoeuropea, més concretament, per a unes ancestrals cultures protocèltica, protoitàlica o italocèltica.
El 1958, Gordon Childe la va definir com el resultat de l'expansió per tot Europa d'una casta guerrera i comerciant de procedència poc clara, visió que es va mantenir durant un quart de segle. Aquest misteriós origen va ser atribuït per diferents investigadors a llocs tan diversos com l'estuari del Tajo, la vall del Guadalquivir, la conca central del Rin, Bohèmia, etc. El 1961, Sangmeister va formular la seva teoria del flux-reflux, segons la qual els primers vasos campaniformes procedirien de la península Ibèrica, però després serien transformats en certes regions, des d'on es retornarien vasos estilísticament renovats al focus original.
Posteriorment, el 1974, es va celebrar el simposi d'Oberried, en què es van destacar dues conclusions principals: la primera, després d'haver estat acceptada durant dècades, ha estat refutada, mentre que la segona conserva la seva vigència:
- Es va valorar la cronologia absoluta que va permetre a Lanting i Van der Waals "demostrar" l'anterioritat de l'estil holandès (varietat encordada) respecte al marítim, amb la qual cosa s'afermava la idea d'un origen d'aquesta ceràmica en el curs inferior del Rin i es desacreditava la idea de reflux de Sangmeister.[17]
- Es va denunciar el plantejament tradicional d'"una ceràmica, un poble, una cultura". En aquest sentit, és mèrit de Clarke la idea que el vas campaniforme va ser una ceràmica de luxe, la qual, al costat de les conegudes armes de coure, els braçals d'arquer, les joies d'or (molt rarament en plata) i els botons amb perforació en v, formaven part d'un "paquet d'objectes de prestigi" difós per procediments comercials. Així, no hauria existit una sola cultura campaniforme ni un sol ritual funerari campaniforme, sinó moltes cultures amb les seves tombes particulars, on apareix aquesta ceràmica i l'ús en va quedar restringit al d'unes elits.

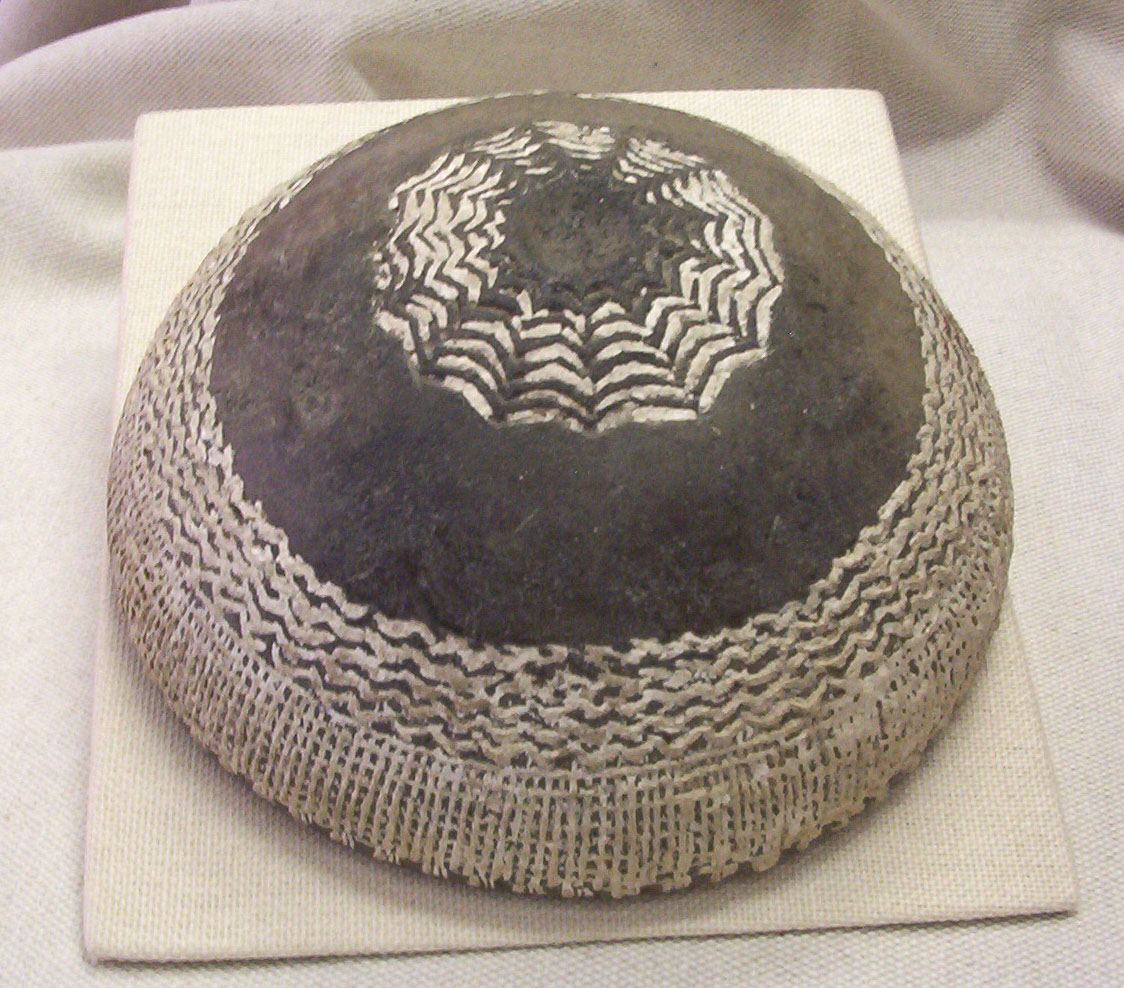
Bol campaniforme, part d'un conjunt trobat a Ciempozuelos (Madrid, Espanya) del Museu Arqueològic Nacional d'Espanya (a Madrid). Realitzat en argila negra, polit amb una capa de fang fi, i decorat amb motius geomètrics incisos farcits de pasta blanca. Datable a l'edat del bronze inicial (entre el 1970 i el 1470 aC; trobat el 1894 com a part d'un aixovar funerari.

Seguint aquesta tendència, el 1980 Harrison va proposar un origen múltiple dels diferents estils campaniformes, situant el marítim a la península, i adjudicant el seu ús en exclusiva als líders comunitaris dels territoris on s'han trobat.
Un recent repàs de totes les fonts disponibles sobre el sud d'Alemanya va concloure que el vas campaniforme va ser contemporani de la ceràmica cordada en aquesta àrea, però que va aparèixer de manera completament independent d'aquesta última, en contra del que Lanting i Van der Waals sostenien. Tal conclusió es recolza a més en la revisió de les dates del radiocarboni esmentada més amunt, que va demostrar que el vas campaniforme era contemporani del cordat, però que havia aparegut en una altra regió d'Europa, a Ibèria.
La relativa unitat del vas campaniforme a Europa en el trànsit del III a II mil·lenni aC podria explicar-se al si del clima d'interacció comercial creat per unes elits àvides de béns de prestigi, entre els quals es trobava el vas campaniforme. S'interpretaria com a representatiu d'una moda, una vaixella de luxe usada per les elits europees en cerimònies socials en què s'associava a la beguda, emprada també en pactes polítics, transmissió de coneixements, aliances matrimonials, etc. Se sap que va servir per a beure cervesa o hidromel, segons l'anàlisi dels pòsits de la peça escocesa d'Ashgrove. Però també va ser usat en alguns casos com un recipient de reducció per fondre minerals de coure, d'altres conserven restes orgàniques associades amb menjars i, fins i tot, alguns van ser emprats com a urnes funeràries.